# Paesanu
Die beiden kleinen Domus de Janas von Paesanu liegen südlich von Ossi in der Metropolitanstadt Sassari auf Sardinien.
Paesanu hat gewisse Ähnlichkeit mit Campu Luntanu und Su Crastu de Santu Eliseu, die anders als die vielen aus Felswänden gemeißelten Anlagen in einem Monolithen erstellt wurden, der sich aus einer Steilwand gelöst hat. Dasselbe Phänomen trifft auf den Dwarfie Stane auf der Insel Hoy der schottischen Orkney zu.
Bei der Verteilung der Anlagen, die im Süden von Ossi auf einer Fläche von etwa drei Quadratkilometern liegen fällt auf, dass 39 der 44 Domus de Janas  auf sechs Nekropolen verteilt sind (Mesu ’e Montes, S’Adde e Asile und S’Isterridolzu), während eine in Su Littigheddu isoliert liegt, liegen je zwei in Nannareddu und Paesanu.

## Siehe auch

Domus de Janas von Paesanu
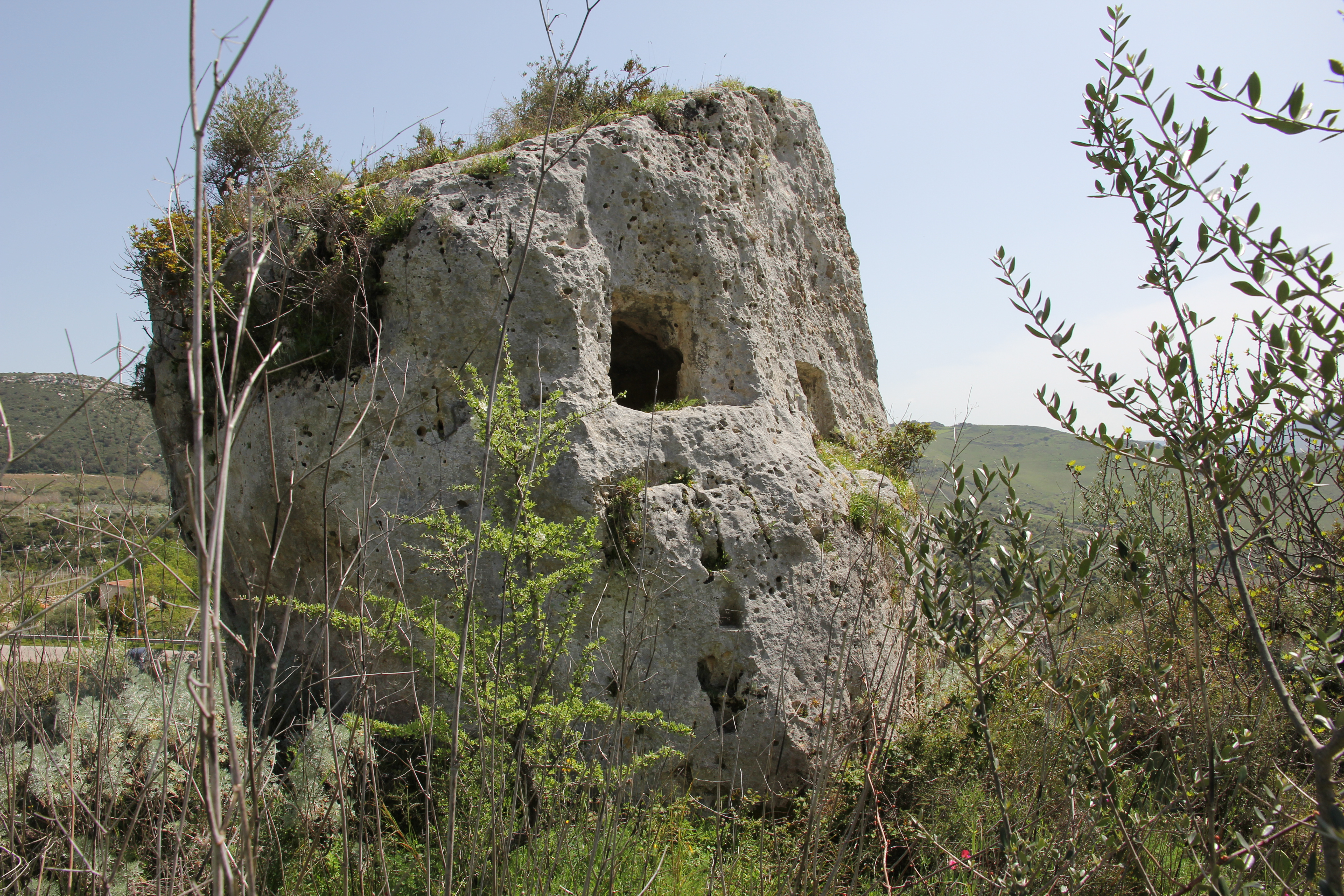
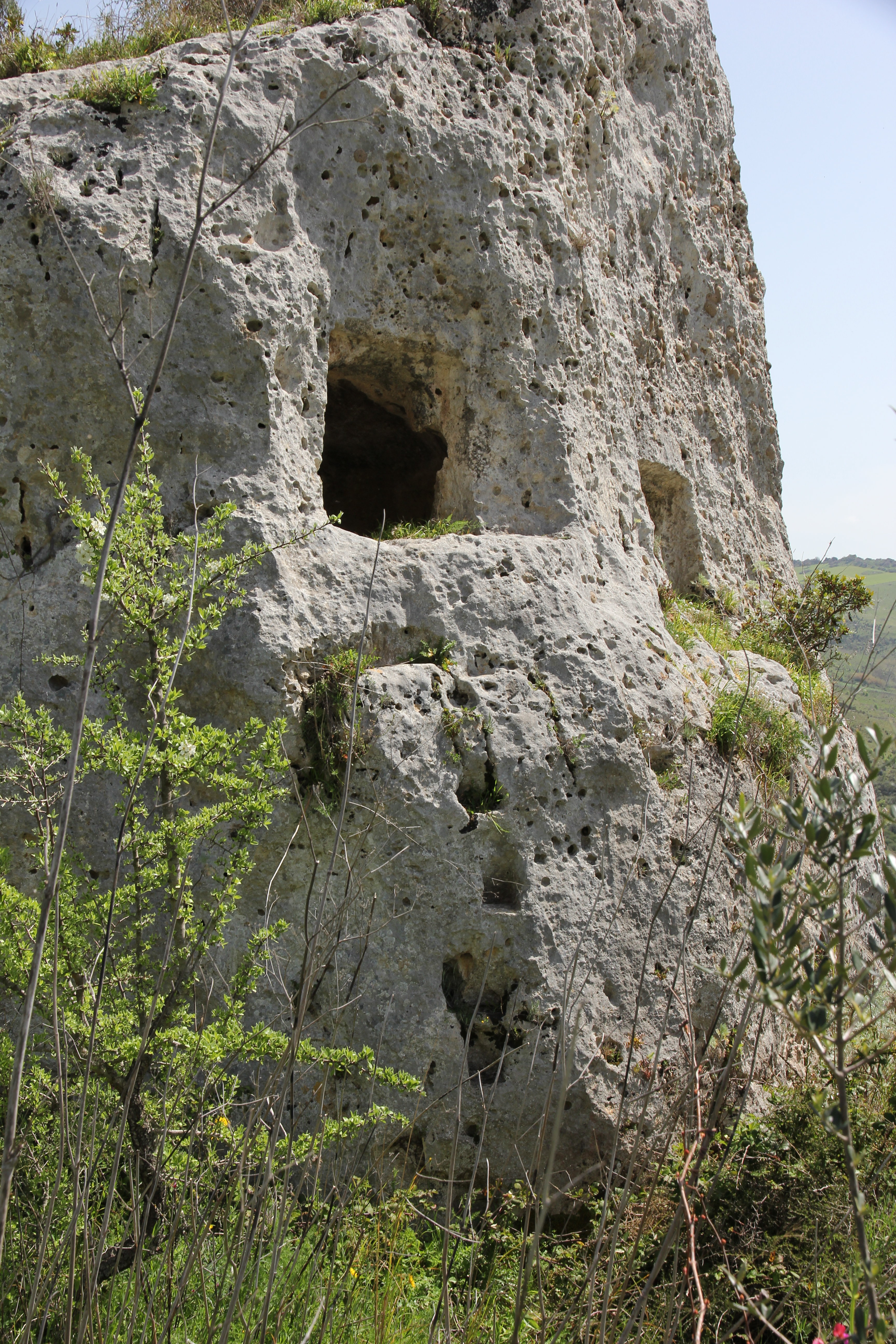
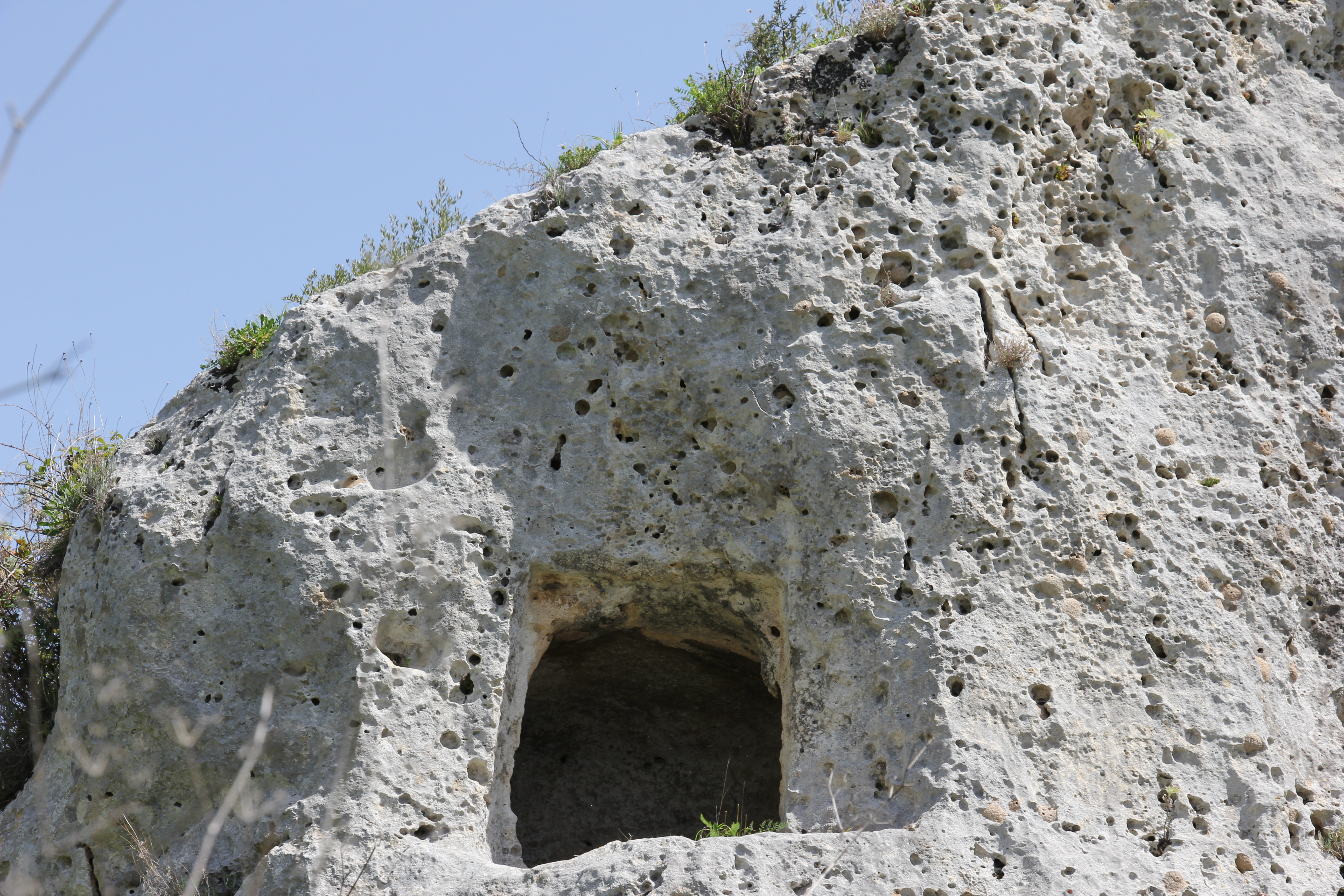
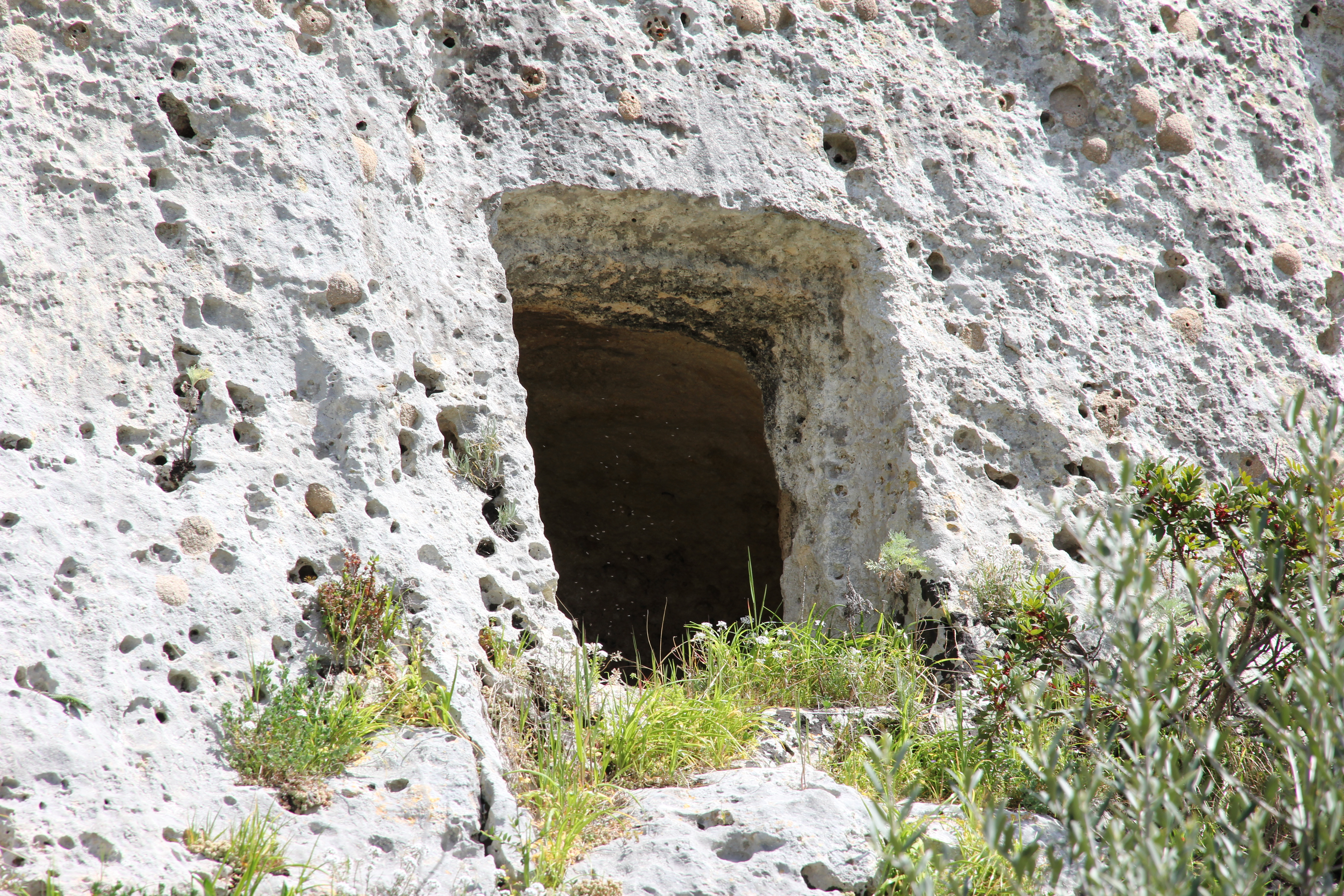